# Sport Uno
Sport Uno è stato un canale gratuito edito dal gruppo LT Multimedia, dedicato allo sport e più specificamente al calcio.

## Storia
La partenza sperimentale del canale è avvenuta per il 1º novembre 2013 ed è presente sulla piattaforma Tivùsat all'LCN 44 e anche sul digitale terrestre sull'LCN 60 sostituendo Sportitalia 1.
Dal 1º all'11 novembre 2013 il palinsesto era composto interamente da repliche di partite della Serie A mentre proprio dall'11 novembre sono partite le trasmissioni, con Football Clan, programma calcistico condotto da Michele Criscitiello e Alfredo Pedullà, I-Football - Italian Football Talents condotto da Simone Perrotta e Football Club condotto da Deborah Schirru. Il palinsesto prevedeva ancora la trasmissione di partite dei campionati di Serie A delle ultime dieci stagioni e denominate Calcio Rewind. Telecronista delle gare più importanti era il giornalista Simone Braconcini, già voce di Mediaset Premium negli anni precedenti. Altri telecronisti erano Luciano Cesaretti, Peppe Di Giovanni, Renzo Giannantonio, Francesco Letizia, Simone Pieretti e Federico Terenzi.
Il 14 novembre 2013 è stata nominata direttore responsabile del canale la giornalista Valeria Ciardiello, ex volto di Juventus Channel e Rai Sport. Dal 17 novembre 2013 parte la trasmissione Sabato Goal con gli highlights delle partite di Serie B condotto da Monica Bertini e Francesco Letizia e dal 18 novembre anche la trasmissione A tutta B, condotto da Monica Bertini.
Il 9 dicembre 2013 è stata eliminata la scritta "PROGRAMMI TEST" che era presente in sovraimpressione sotto i loghi dei tre nuovi canali sportivi del gruppo LT Multimedia, Sport Uno (LCN 60), Sport Due (LCN 61) e Sport Tre (LCN 62) sancendo di fatto l'inizio della programmazione ufficiale.
Dal 19 dicembre 2013 le trasmissioni di Sport Uno, Sport Due e Sport Tre Nuvolari sono sospese esclusivamente sul digitale terrestre a seguito della revoca da parte della stessa LT della partnership con la società Sitcom Media riguardo alla fornitura del palinsesto dei tre canali, alla relativa distribuzione sui canali 60, 61, 62 del digitale terrestre e all'utilizzo dei propri marchi e brand. Le trasmissioni sono proseguite regolarmente su Tivùsat e sulla piattaforma streaming Italia Smart.
Il 20 dicembre 2013 Sport Uno, Sport Due e Sport Tre Nuvolari sul digitale terrestre sono stati sostituiti da Canale 60, Canale 61 e Canale 62.
Il 20 febbraio 2014 Sport Uno, Sport Due e Sport Tre Nuvolari hanno cessato le trasmissioni.

## Programmi

### Programmi sportivi
- I football-Italian Football Talent
- A tutto campo
- A tutta B
- Football Clan
- Qui Roma
- Qui Napoli
- Qui Lazio
- 48 minuti
- Goal to Goal
- Football Club

### Contenitori calcistici
- Calcio Rewind

## Conduttori
- Alfredo Pedullà
- Monica Bertini
- Michele Criscitiello
- Francesco Letizia
- Gianluigi Longari
- Simone Perrotta
- Andrea Pressenda
- Deborah Schirru

## Ascolti

### Share 24h* di Sport Uno[7]
|      | Gennaio | Febbraio | Marzo | Aprile | Maggio | Giugno | Luglio | Agosto | Settembre | Ottobre | Novembre | Dicembre | Media anno |
| ---- | ------- | -------- | ----- | ------ | ------ | ------ | ------ | ------ | --------- | ------- | -------- | -------- | ---------- |
| 2013 | -       | -        | -     | -      | -      | -      | -      | -      | -         | -       | N.R.     | 0,04%    |            |
| 2014 | N.R.    | chiuso   | -     | -      | -      | -      | -      | -      | -         | -       | -        | -        | -          |

*Giorno medio mensile su target individui 4+